# Frederick Seymour (admirał)
Frederick Beauchamp Paget FitzRoy (ur. 12 kwietnia 1821 w Londynie, zm. 30 marca 1895 tamże) – brytyjski arystokrata i wojskowy, młodszy syn pułkownika Horace'a Beauchampa Seymoura (wnuka 1. markiza Hertford) i Elisabeth Malet Palk, córki Lawrence’a Palka, 2. baroneta. Kształcił się w Eton College.

## Życiorys
W 1834 r. wstąpił do Royal Navy. Służył w marynarce na Morzu Śródziemnym i Pacyfiku. W 1847 r. został awansowany do rangi komandora porucznika, a w 1854 r. komandora. Podczas wojny krymskiej dowodził w latach 1855–1856 HMS „Meteor”. Później służył w Birmie. Podczas wojny z Maorysami w Nowej Zelandii w latach 1860–1861 dowodził morską brygadą. Za swoją postawę został odznaczony Krzyżem Kawalerskim Orderu Łaźni.
W 1870 r. został mianowany kontradmirałem. W 1872 r. na okres dwóch lat został Lordem Admiralicji, a przez następne trzy lata dowodził flotą na kanale La Manche (Channel Fleet). 31 grudnia 1876 r. uzyskał stopień wiceadmirała. W czerwcu 1877 r. został odznaczony Krzyżem Komandorskim Orderu Łaźni. W 1882 r. uzyskał Krzyż Wielki tego orderu. W latach 1880–1883 dowodził Flotą Śródziemnomorską. W maju 1882 r. został awansowany do stopnia admirała.
W tym samym roku, w nagrodę za sprawnie przeprowadzony atak i ostrzał Aleksandrii oraz inne działania morskie podczas wojny z Egiptem, został nagrodzony tytułem barona Alcester, uprawniającym go do zasiadania w Izbie Lordów. Otrzymał również uposażenie od Parlamentu w wysokości 25 000 funtów. W 1885 ukończył studia na Uniwersytecie w Oksfordzie z tytułem doktora prawa cywilnego. Zmarł w 1895 r. Nigdy się nie ożenił i nie pozostawił potomstwa. Wraz z jego śmiercią wygasł tytuł barona Alcester.